# Roberta Fiandino
Roberta Fiandino est une biathlète italienne, née le 17 octobre 1985 à Coni.

## Biographie
Membre du CS Esercito, elle fait ses débuts internationaux aux Championnats du monde jeunesse 2002.
En 2006, elle apparaît en Coupe du monde, puis monte sur un podium dans la Coupe d'Europe en 2007. Elle marque ses premiers points en Coupe du monde la saison 2007-2008 (61e au classement général). Au début de l'année 2009, elle réalise sa meilleure performance dans l'élite avec une 16e position au sprint d'Antholz-Anterselva.
Aux Jeux olympiques d'hiver de 2010, elle est 72e du sprint et 11e du relais.
Aux Championnats du monde, ses meilleurs résultats sont 5e du relais mixte en 2008, 8e du relais en 2007 et 25e de l'individuel en 2008 et 2011.
Aux Championnats d'Europe 2011, elle est médaillée d'argent avec le relais.
Aux Jeux Mondiaux militaires de 2010, elle remporte la médaille de bronze du sprint.
Plus active au niveau international après la saison 2012-2013, Roberta Fiandino annonce la fin de sa carrière en 2015.

## Palmarès

### Jeux olympiques d'hiver
| Épreuve / Édition | Individuel | Sprint | Poursuite | Départ en masse | Relais |
| Vancouver 2010    | -          | 72e    | -         | -               | 10e    |

- - : pas de participation à l'épreuve.

### Championnats du monde
| Épreuve / Édition                | Individuel | Sprint | Poursuite | Départ en masse | Relais  | Relais mixte |
| Mondiaux 2007 Antholz-Anterselva | 56e        | 61e    | -         | -               | 8e      | -            |
| Mondiaux 2008 Östersund          | 25e        | 41e    | 36e       | -               | 10e     | 5e           |
| Mondiaux 2009 Pyeongchang        | 46e        | 63e    | -         | -               | Abandon | -            |
| Mondiaux 2011 Khanty-Mansiïsk    | 25e        | -      | -         | -               | -       | -            |

Légende :

- : n'a pas participé à l'épreuve

### Coupe du monde
- Meilleur classement général : 61e en 2008.
- Meilleure performance individuelle : 16e.

#### Différents classements en Coupe du monde
| Année     | Classement général final | Sprint | Poursuite | Individuel | Mass start |
| 2007-2008 | 61e                      | 67e    | -         | 39e        | -          |
| 2008-2009 | 78e                      | 70e    | -         | -          | -          |
| 2010-2011 | 84e                      | -      | -         | 51e        | -          |

### Championnats d'Europe
- Médaille d'argent du relais en 2011.